# City of Coventry
Coventry – dystrykt metropolitalny (unitary authority) w hrabstwie West Midlands w Anglii. W 2011 roku dystrykt liczył 316 960 mieszkańców.

## Miasta
- Coventry

## Civil parishes
- Allesley, Finham i Keresley[4].

## Inne miejscowości
- Cheylesmore, Bablake, Binley and Willenhall, Earlsdon, Foleshill, Henley, Holbrook, Longford, Lower Stoke, Radford, Sherbourne, St. Michael’s, Upper Stoke, Wainbody, Westwood, Whoberley, Woodlands i Wyken[4].